# Haute Trahison (film, 1997)
Pour les articles homonymes, voir Haute trahison (homonymie).
Pour plus de détails, voir Fiche technique et Distribution.
Haute Trahison (Shadow Conspiracy) est un film américain réalisé par George Pan Cosmatos et sorti en 1997. Il s'agit de son dernier long métrage, avant son décès en 2005.

## Synopsis
Jeune conseiller à la Maison-Blanche, Bobby Bishop apprend de la bouche de l'un de ses anciens professeurs, Yuri Pochenko, qu'un traître s'est infiltré dans l'entourage du président. Mais Yuri meurt assassiné avant d'avoir pu lui révéler l'identité de l'homme en question. Bobby entame alors une course contre la montre pour sauver la vie du président.

## Fiche technique
- Titre français : Haute Trahison
- Titre original : Shadow Conspiracy
- Réalisation : George Pan Cosmatos
- Scénario : Adi Hasak (en) et Ric Gibbs
- Musique : Bruce Broughton
- Photographie : Buzz Feitshans IV (de)
- Montage : Robert A. Ferretti (de)
- Production : Terry Collis
- Sociétés de production : Cinergi Pictures et Hollywood Pictures
- Société de distribution : Buena Vista Pictures
- Pays de production :  États-Unis
- Langue originale : anglais
- Format : Couleur - Dolby Digital - SDDS - 35 mm - 2.35:1
- Genre : thriller
- Durée: 103 minutes
- Date de sortie : 
  - États-Unis : 31 janvier 1997
  - France : 30 juillet 1997
- Classification[1] :
  - États-Unis : R

## Distribution
- Charlie Sheen (VF : Éric Herson-Macarel) : Bobby Bishop
- Donald Sutherland (VF : André Falcon) : Jacob "Jack" Conrad
- Linda Hamilton (VF : Anne Canovas) : Amanda Givens
- Ben Gazzara (VF : Jacques Deschamps) : le vice-président Saxon
- Paul Gleason (VF : Jean-Claude de Goros) : Blythe
- Nicholas Turturro (VF : Michel Mella) : Grasso
- Stephen Lang : le « nettoyeur »
- Sam Waterston : le président des États-Unis
- Charles Cioffi (VF : Yves-Marie Maurin) : le général Blackburn
- Stanley Anderson : le général Toyanbee
- Theodore Bikel : le professeur Yuri Pochenko
- Terry O'Quinn : Frank Ridell
- Gore Vidal (VF : Jean-Claude Balard) : un parlementaire
- Henry Strozier : Murphy